# Sesué
Sesué es un municipio español de la provincia de Huesca perteneciente a la comarca de La Ribagorza y al partido judicial de Boltaña, en la comunidad autónoma de Aragón. Se encuentra situado en el corazón de los Pirineos a 10,6 km de Benasque, a 133 km de la capital provincial, en dirección noreste, y a 208 km de Zaragoza.

## Geografía
Se localiza a 1050 m sobre el nivel del mar, junto al río Ésera, en el solano y en el fantástico marco natural del Valle de Benasque, llamado también el «Valle Escondido», donde sobresale por sus valores paisajísticos y naturalistas, dado que aquí se encuentra el parque natural de Posets-Maladeta y el pico Aneto.

### Núcleos de población del municipio
- Sesué (capital del municipio)
- Sos

## Geografía humana

### Demografía
Cuenta con una población de 116 habitantes (INE 2024).
| Gráfica de evolución demográfica de Sesué entre 1842 y 2021 |
| |
| Población de derecho según los censos de población del INE Población de hecho según los censos de población del INEEn estos censos se denominaba Sos y Sesué: 1842, 1857, 1860, 1877, 1887, 1897 y 1900 |

A los habitantes se les conoce por el apodo de falandraixos.
En Sesué, como en todo el Valle de Benasque, se habla un dialecto del aragonés ribagorzano conocido como patués.
Los habitantes de Sesué, como es habitual en los Pirineos y en otros pueblos de España, se identifican por el nombre de las casas a la que pertenecen. Las casas de Sesué son:
- Casa Antón
- Casa Betrán
- Casa Caseta
- Casa Fustero[5]
- Casa Gaspar
- Casa Guil
- Casa Manolet
- Casa Marquet
- Casa Mariana
- Casa Mestrichoán
- Casa Ribera
- Casa Pascualet
- Casa Pey
- Casa Plaza
- Casa Visenta

En estos últimos años Sesué está conociendo una gran expansión urbana y demográfica que era inimaginable hace un par de décadas.

## Toponimia
Desde el año 893 aparece citado en las fuentes históricas como Sesué y Sisue.

## Historia
Esta es una breve descripción de las cosas más o menos relevantes e importantes que le ocurrieron a Sesué durante el siglo XX, contadas por quienes en su día las vivieron.
El agua corriente llegó a Sesué en 1960 con un sistema de tuberías construido por el señor Leonardo de Castejón de Sos con la ayuda de los vecinos.
La escuela de Sesué estaba donde hoy se encuentra el Ayuntamiento y estuvo abierta hasta 1975. Su última maestra fue la señorita Laudita.
El primer teléfono por cable que hubo en el pueblo estaba en Casa Gaspar, que era de uso público, y el primer televisor se encontraba en Casa Caseta.
Los de Casa Pey hacían de taxistas con «la Genoveva», un coche viejo que funcionó durante un tiempo. Después llegaron los camiones.
José María Ferrer Fantova, nacido en Sesué, publicó en 1985 Ta la fuens m'en boi, un libro de poemas y narraciones en fabla aragonesa

## Lugares de interés
- Su iglesia parroquial del siglo XII es de estilo románico lombardo, de una nave culminada en un ábside semicircular. La portada fue rehecha en el siglo XVI.
- La ermita de San Saturnino construida entre los siglos XVII y XVIII.
- La ermita de San Pedro, de los siglos XVII al XVIII, de estilo románico lombardo.

Recientemente se ha equipado la Vía Ferrata del Castellaso, una de las más impresionantes del Pirineo.

## Administración y política
| Período   | Alcalde                 | Partido |  |
| --------- | ----------------------- | ------- |  |
| 1979-1983 | Gaspar Mora Delmás      | Ind.    |  |
| 1983-1987 |                         |         |  |
| 1987-1991 |                         |         |  |
| 1991-1995 |                         |         |  |
| 1995-1999 |                         |         |  |
| 1999-2003 |                         |         |  |
| 2003-2007 |                         |         |  |
| 2007-2011 | José Félix Demur Delmás | PSOE    |  |
| 2011-2015 | José Félix Demur Delmás | PSOE    |  |
| 2015-2019 | José Félix Demur Delmás | PSOE    |  |

| Partido político    | Partido político                                   | 2003   | 2007   | 2011   | 2015   | 2019   |
| Partido político    | Partido político                                   | Ediles | Ediles | Ediles | Ediles | Ediles |
|                     | Partido de los Socialistas de Aragón (PSOE-Aragón) | 4      | 5      | 5      | 5      | 5      |
|                     | Partido Popular de Aragón (PP)                     | 1      | —      | —      | —      | —      |
| Total de concejales | Total de concejales                                | 5      | 5      | 5      | 5      | 5      |

## Fiestas locales
- 1 de mayo, San Saturnino.
- 25 de agosto, San Ginés.

«Ball de Sesué»
El ball de Sesué es un baile típico del Pirineo Aragonés especialmente de la población de Sesué. Es un baile que se formó a partir del «Himno de Riego», la marcha que fue himno de la Primera y la Segunda República.[cita requerida]
El baile era típico bailarlo en las fiestas mayores de la localidad, pero conforme avanzaban las nuevas generaciones se iba olvidando. En estos últimos años y gracias a un grupo de jóvenes del pueblo se ha recuperado la tradición, volviéndose a bailar cada día 25 de agosto, que es el día mayor de las fiestas del pueblo.
El baile transcurre dividido en dos partes, cada una con una melodía diferente:
- La primera la inician los «mayordomos» del pueblo que van saliendo uno a uno. Una vez han salido todos se ponen en pareja con otro «mayordomo». Dan dos vueltas enteras a la plaza y una vez hechas pueden entrar detrás todas las personas que quieran del pueblo a bailarlo. Para finalizar van saliendo todos de la plaza, empezando por los «mayordomos».

Los pasos son sencillos: cuatro pasos hacia adelante y tres hacia atrás la primera vez y la segunda con una vuelta hacia atrás y así alternándose.
- En la segunda parte el «mayordomo» escoge a una chica y sale con ella dando una vuelta a la plaza. Una vez han salido todos los «mayordomos» con sus chicas sale todo el pueblo. El ritmo de la música se va acelerando y el círculo se va cerrando hasta que todos se ajuntan y así termina.

Los pasos son ir con los dos pies dando saltos hacia dentro y hacia fuera con el ritmo de la música y así se va avanzando. Cuando la música hace un bajón como se observa en el video entonces la pareja da una vuelta entera sobre sí mismos.